# پونتیاک جی۸

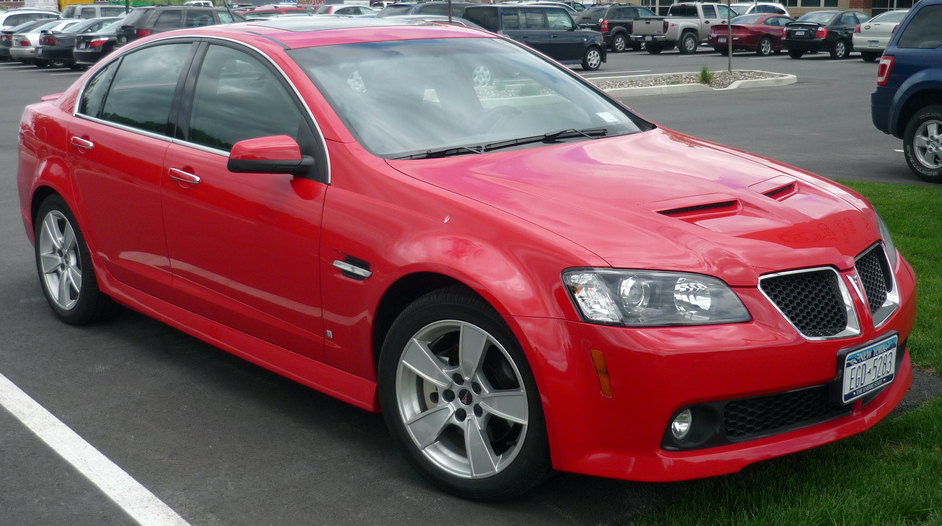

پونتیاک جی۸ (Pontiac G۸) خودرویی است که در سال‌های December ۱۸، ۲۰۰۷ تا June ۲۰۰۹ در استرالیا تولید شده‌است.
این خودرو در کلاس خودرو سایز بزرگ قرار گرفته و طراحی آن توزیع نیروی پیشران بوده است. سیستم جعبه‌دندهٔ آن ۶ دنده به دو صورت خودکار و دستی است.